# Миракълс
The Miracles (от англ.: „Чудесата“, английско произношение: /ðə ˈmɪrəkəlz/) са ритъм енд блус вокална група в САЩ, известна като първата успешна група в Motown Records на Бери Горди.
Активността на групата е в 3 периода: 1955 – 1978 г., 1980 – 1983 г. и 1993 – 2011 г. Тя е сред най-важните и влиятелни за историята на популяризиране на поп, рок, рок енд рол и ритъм енд блус музиката в САЩ.

## История
Създадена през 1955 г. от Смоуки Робинсън, Уорън Мур, и Роналд Уаит, групата започва кариера под името „Пет камбанки“, като го променя две години по-късно на „Матадори“. След включването на Клодет Робинсън през 1958 година, групата отново е преименувана като The Miracles  и започва да работи с текстописеца Бери Горди през 1959 година и подписват първият си договор.
Групата прави първият милион продажби на сингли с рекорд през 1960 година и по-нататък тя се утвърждава като една от най-добрите такива в Motown  със сингъл хитовете си You've Really Got a Hold on Me, What's So Good About Goodbye, Way Over There, I'll Try Something New, Mickey's Monkey, Going to a Go-Go, (Come 'Round Here) I'm the One You Need, Just A Mirage, If You Can Want, More Love, I Don't Blame You at All, Ooo Baby Baby, The Tracks of My Tears, Special Occasion, I Second That Emotion, Baby Baby Don't Cry, The Tears of a Clown, Love Machine, Do It Baby и My Girl Has Gone.
По-късно така наречената „супергрупа“ в Motown The Miracles записва 26 Топ 40 поп хитове, шестнадесет от които достигат Билборд Топ 20, седем топ 10 сингъла. След напускането на Тарплин и Робинсън, останалата част от групата продължава с певеца Били Грифин и правят нови топ 20 сингъла. След записите на Do It Baby и Love Machine в Columbia Records през 1977 година Доналд Грифин замена Марв Тарплин, но след няколко турнета групата се разпада през 1978 г. като цяло. The Miracles правят 26 Топ 10 на Billboard R & B хитове през този период.
Боби Роджърс и Роналд Уайт възраждат групата като туристически ансамбъл спорадично през 1980 година отново с водещ вокал Сидни Джъстин до 1983 година. След смъртта на Роналд Уайт през 1995 година Боби Роджърс все още продължава да прави турнета с различни членове, докато бива принуден да се пенсионира поради здравословни проблеми през 2011 година, като малко по късно групата се разпада окончателно. Боби Роджърс умира две години по-късно през 2013 година.
Членовете на групата The Miracles (Смоуки Робинсън, Роналд Уаит, Боби Роджърс и Марв Тарплин) са известни в музикалните R&B среди не само с певческите си качества, но и с писане и композиране на изключително успешни хитови парчета като: The Way You Do The Things You Do, My Girl, Don't Look Back, Since I Lost My Baby, It's Growing, Get Ready, My Baby, My Guy, The One Who Really Loves You, What Love Has Joined Together, Two Lovers, I'll Be Doggone, Ain't That Peculiar, One More Heartache, Don't Mess With Bill, My Baby Must Be a Magician, The Hunter Gets Captured by the Game, First I Look at the Purse, When I'm Gone и други.

## Признание и награди
The Miracles са получили много отличия в музикалната индустрия през годините. През 1997 г. групата получава наградата Pioneer към фондация ритъм енд блус за техните музикални постижения. Четири години по-късно, през 2001 година, те са били въведени като вокална група в Залата на славата. През 2004 година те биват класирани тридесет и втори в списъка на 100-те най-велики артисти на всички времена на списание Rolling Stone, запазвайки същата позиция седем години по-късно, през 2011 година. Четири от своите хитови песни са наградени с Грами.
През 2009 година групата получава звезда на холивудската Алея на славата. През цялата си кариера, The Miracles също биват отличени за тяхното писането на песни от BMI както и ASCAP. През 2008 година в Billboard, са под # 61 от 100-те най-успешните артисти. След много спорове, The Miracles биват въведени и в Рок енд рол Залата на славата през 2012 година.
През 2009 година всички известни членове на групата получават звезда на холивудската Алея на славата, на която са присъствали Бери Горди и Стиви Уондър, които са благодарили на The Miracles за приноса им в студия Motown. Стиви Уондър заявил: „Ако не бяха The Miracles, нямаше да го има и Стиви Уондър“. А Бери Горди добавил, че без The Miracles "Motown не биха съществували като Motown.
- Въведени в Рок енд рол Залата на славата (2012, Rock and Roll Hall of Fame)
- Звезда на Холивудската Алея на славата (2009, Hollywood Walk Of Fame)
- Въведени в Залата на славата за вокални групи (2001, Vocal Group Hall of Fame)
- Удостоени с наградата Грами (2009, Grammy Hall of Fame)
- Въведени в Залата на славата на Doo-Wop (2011, Doo-Wop Hall of Fame)
- Въведени в Залата на славата на „Мичиганските легенди на рок енд рола“ (Michigan Rock and Roll Legends Hall of Fame)

## Изграждане на групата

### Бивши членове наThe Miracles
- Ronald „Ronnie“ White (1955 – 1978, 1980 – 1983, 1993 – 1995; died 1995)
- Warren „Pete“ Moore (1955 – 1978)
- Смоуки Робинсън (William „Smokey“ Robinson, Jr.) (1955 – 1972)
- Clarence Dawson (1955 – 1956)
- James Grice (1955 – 1956)
- Emerson „Sonny“ Rogers (1956 – 1957)
- Robert „Bobby“ Rogers (1956 – 1978, 1980 – 1983, 1993 – 2011; died 2013)
- Claudette Rogers (1957 – 1972)
- Marvin „Marv“ Tarplin (1959 – 1973; died 2011)
- William „Billy“ Griffin (1972 – 1978, late 1990s)
- Donald Griffin (1977 – 1978)
- David „Dave“ Finley (1980 – 1983, 1993 – 2011)
- Carl Cotton (1980 – 1983; died 2003)
- Sidney Justin (1993 – 2005)
- Tee Turner (2001 – 2011)
- Mark Scott (2005 – 2011)

### Състави на основните групи
Първоначален състав на The Five Chimes през 1955 година
- Смоуки Робинсън, Ronnie White, Pete Moore, Clarence Dawson, James Grice.

Първоначален състав на The Matadors през 1955 – 1956 година
- Смоуки Робинсън, Ronnie White, Pete Moore, Bobby Rogers, Emerson Rogers.

Първоначален състав на The Matadors през 1956 – 1958 година
- Смоуки Робинсън, Ronnie White, Pete Moore, Bobby Rogers, Claudette Rogers.

Първоначален състав на The Miracles през 1958 – 1966 година
- Смоуки Робинсън, Ronnie White, Pete Moore, Bobby Rogers, Claudette Robinson.

Първоначален състав на Smokey Robinson & The Miracles през 1966 – 1972 година
- Смоуки Робинсън, Ronnie White, Pete Moore, Bobby Rogers, Marv Tarplin, Claudette Robinson.

## Дискография

### Сингли (Top 20) на САЩ и Великобритания
- 1960: „Shop Around“
- 1962: „You've Really Got a Hold on Me“
- 1963: „Mickey's Monkey (song)“
- 1965: „Ooo Baby Baby“
- 1965: „The Tracks of My Tears“
- 1965: „My Girl Has Gone“
- 1965: „Going to a Go-Go (song)“
- 1966: „(Come 'Round Here) I'm The One You Need“
- 1967: „The Love I Saw in You Was Just a Mirage“
- 1967: „I Second That Emotion“
- 1968: „If You Can Want“
- 1969: „Baby, Baby Don't Cry“
- 1970: „The Tears of a Clown“
- 1971: „I Don't Blame You At All“
- 1974: „Do It Baby“
- 1976: „Love Machine (The Miracles song)“

### Албуми (Top 40)
- 1965: Greatest Hits from the Beginning
- 1965: Going to a Go-Go
- 1967: Make It Happen (Miracles album)
- 1968: Greatest Hits, Vol. 2 (Miracles album)
- 1969: Time Out For Smokey Robinson & the Miracles
- 1975: City of Angels (album)